# Cratere Wilsing
Wilsing è un cratere lunare di 66,8 km situato nella parte sud-orientale della faccia nascosta della Luna.